# 山本沙和
山本 沙和（やまもと さわ）は、日本の俳優。神奈川県出身。身長166cm、血液型はB型。劇団レティクル東京座に所属。

## 略歴
2014年10月よりレティクル東京座に所属。幼少期にクラシックバレエを学ぶ。桜美林大学総合文化学群演劇専修にて舞台芸術に触れ、在学中から学内公演を含む舞台活動を開始する。

## 人物
- 趣味は読書
- 特技は歌唱、篠笛
- 好きな食べ物はカフェラテ、白いご飯、肉、魚。嫌いな食べ物は野菜、甘いおかず、内臓、つぶあん。

## 出演
（役名太字は主演・ヒロイン）

### 舞台
2014年
- fragment edge『うみがめくれる』(2014年08月）

2015年
- レティクル東京座vol.6『學園使徒ノクト』(2015年02月） - ヤイカル 役
- レティクル東京座vol.7『幕末緞帳イコノクラッシュ！』(2015年09月） - おうの 役

2017年
- レティクル東京座 Ｌ<ライト>エンタメ公演『アイドル♂怪盗レオノワール』(2017年02月） - ファントム・ノイン 役
- レティクル東京座 Ｎ<ニュートラル>エンタメ公演『皇宮陰陽師アノハ』(2017年09月） - 大天狗 役

2018年
- レティクル東京座 Ｄ<ダーク>エンタメ公演『氷雨丸 -常花の青年遊廓-』(2018年06月） - 千子鉄硯斎 役

2019年
- 第2回a-fiction m&h theater『デリバリースーサイド2』(2019年02月） - 里上真琴 役
- レティクル東京座 L<ライト>エンタメ公演『電脳演形キャステット』(2019年04月） - キャステット・カミュ 役
- レティクル東京座 劇団員公演『バァルエンドの月 -受胎告知-/-千年王國-』（2019年09月） - 鍔目ムタ&線画4&メダン/目田ツバメ 役